# Udaipur
Udaipur vagy Udépur (hindi nyelven: उदयपुर ) város India ÉNy-i részén, Rádzsasztán államban.
A város 600 m magasságban fekszik. Lakosainak száma 452 ezer fő volt 2011-ben.
Eredetileg a Mevár (Mewar) állam fővárosa volt. (Az államot valamikor a 6. században alapították.) Udai Szingh maharána (uralkodó) - aki a várost 1568-ban alapította a Picsola-tó (Pichola) partján - Mevár fővárosává tette meg.

## Éghajlat
| Hónap                         | Jan. | Feb. | Már. | Ápr. | Máj. | Jún. | Júl. | Aug. | Szep. | Okt. | Nov. | Dec. | Év   |
| ----------------------------- | ---- | ---- | ---- | ---- | ---- | ---- | ---- | ---- | ----- | ---- | ---- | ---- | ---- |
| Átlagos max. hőmérséklet (°C) | 24,2 | 26,9 | 32,8 | 37,4 | 39,8 | 37,3 | 33,9 | 30,3 | 32,6  | 33,3 | 29,3 | 25,5 | 32,0 |
| Átlagos min. hőmérséklet (°C) | 7,0  | 9,1  | 14,3 | 20,2 | 25,0 | 26,1 | 24,5 | 23,2 | 21,4  | 16,9 | 11,7 | 7,7  | 17,3 |
| Átl. csapadékmennyiség (mm)   | 4    | 2    | 1    | 7    | 18   | 93   | 189  | 205  | 96    | 19   | 17   | 4    | 654  |

## Demográfia

### Vallás
A város vallási megoszlása:
- Hindu 72,9%
- Muszlim 15,7%
- Dzsaina 9,8%
- Szikh 0,8%
- Keresztény 0,6%

### Népesség
A város lakosságának növekedése:
| Év   | Lakosság |
| ---- | -------- |
| 1891 | 46,700   |
| 1951 | 89,600   |
| 1971 | 162,900  |
| 1991 | 308,600  |
| 2011 | 474,531  |

## Látnivalók
A város turisztikai látnivalói:
| Kép | Látnivaló                              | Építés    | Megjegyzés |
| --- | -------------------------------------- | --------- | --- |
|     | Városi palota (City Palace)            | 1559-     | A maharána egykori palotája a Picsola-tó keleti partján egy sziklagerincen áll. Később még különböző korszakokban továbbépült és Rádzsasztán legnagyobb palotája lett. |
|     | Tavi palota (Lake Palace)              | 1743-1746 | A Picsola-tó egy szigetén található ez a palota. Ma egy ötcsillagos szállodaként működik.                                                                              |
|     | Dzsag Mandir palota (Jag Mandir)       | 1551-1652 | A Picsola-tó egy szigetén áll. Építését 1551-ben kezdték meg. |
|     | Monsoon Palace (palota)                | -         | Más nevén Sajjan Garh |
|     | Jagdish Temple (templom)               | 1651      | Hindu templom |
|     | Fateh Sagar Lake                       | 1678      | Mesterséges tó |
|     | Széhelijon-kí-Bárí (Saheliyon-ki-Bari) | 1710-1734 | Kert és népszerű idegenforgalmi helyszín |
|     | Picsola-tó (Lake Pichola)              | 1362      | Mesterséges tó |
|     | Moti Magri                             | -         | A rádzsput hős, Maharana Pratap emlékműve |
|     | Neemach Mata Temple (templom)          | -         | A Fateh Sagar-tó közelében található, 900 méter magasan egy hegytetőn. Innen nagyszerű látvány nyílik a városra                                                        |
|     | Sukhadia Circle (tér)                  | -         | |

## Fordítás
Ez a szócikk részben vagy egészben  az   Udaipur című angol Wikipédia-szócikk fordításán alapul.  Az eredeti cikk szerkesztőit annak laptörténete sorolja fel. Ez a jelzés csupán a megfogalmazás eredetét és a szerzői jogokat jelzi, nem szolgál a cikkben szereplő információk forrásmegjelöléseként.